# 森岡賢 (実業家)
森岡 賢（もりおか けん）は、日本の実業家。東武トラベル株式会社代表取締役社長を務めた。

## 人物・経歴
1985年北海道大学法学部卒業、東武鉄道入社。ステーション事業部課長等を経て、2008年から東武トラベルに出向し、取締役営業本部副本部長・スカイツリー営業推進部長を経て、2012年から東武トラベル代表取締役社長を務め、管理費の削減などにより財務体質の改善を進めた。